# Serra de la Creu (Beuda)
La Serra de la Creu és una serra situada al municipis de Cabanelles a la comarca de l'Alt Empordà i el de Beuda a la comarca de la Garrotxa, amb una elevació màxima de 324 metres.